# Wolfgang Schüssel
Wolfgang Schüssel (Bécs, 1945. június 7.) osztrák néppárti politikus, szövetségi kancellár.

## Életpályája
A Bécsi Egyetemen szerzett jogi diplomát 1968-ban. Még ugyanebben az évben az Osztrák Néppárt (ÖVP) parlamenti csoportjának titkára, majd 1975-től 1991-ig a párt vállalkozókat támogató szervezetének, az Osztrák Gazdasági Szövetségnek a főtitkára lett. 1979 és 1989 között az osztrák nemzetgyűlés tagja. 1989 és 1995 között gazdasági miniszter, 1995-től pártja vezetője, illetve külügyminiszter és kancellár-helyettes volt. 2000 és 2007 között Ausztria kancellárja. 2006-tól 2008-ig az ÖVP parlamenti csoportjának vezetője. 2011-ben lemondott képviselőségéről.